# Stanisław Brzozowski (fotograf)

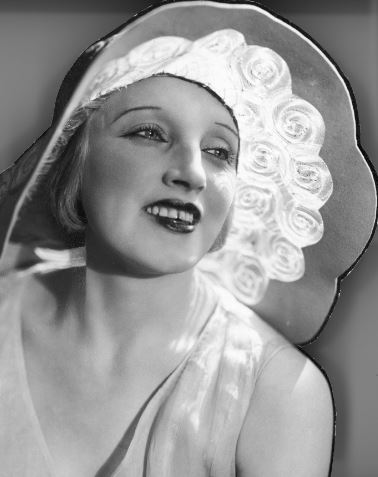
Hanka Ordonówna; Foto: Stanisław Brzozowski

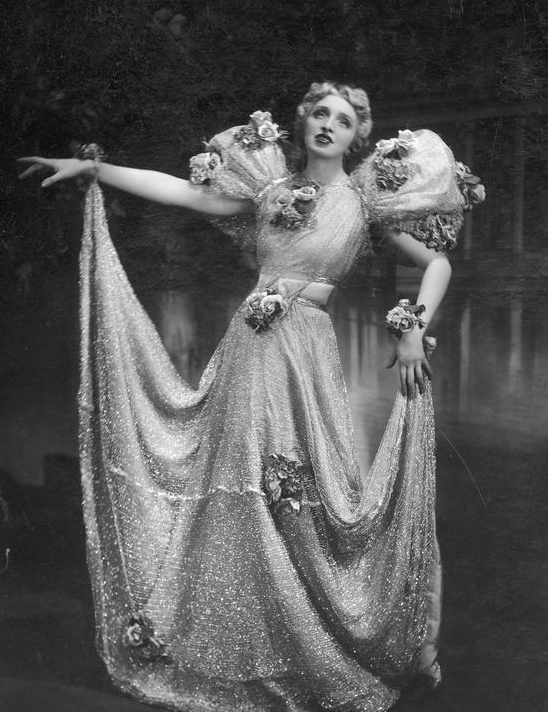
Hanka Ordonówna; Foto: Stanisław Brzozowski

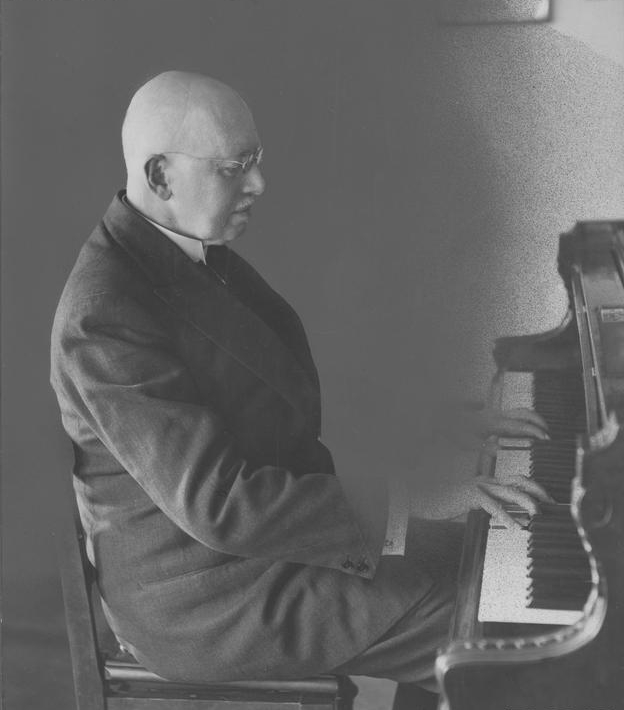
Aleksander Michałowski; Foto: Stanisław Brzozowski

Stanisław Brzozowski (ur. 1883 w Warszawie, zm. 1968 w Łodzi) – polski fotograf. Członek założyciel Cechu Fotografów Chrześcijan w Warszawie. Dokumentalista teatralny scen warszawskich oraz łódzkich.

## Życiorys
Stanisław Brzozowski związany z warszawskim środowiskiem fotograficznym – mieszkał, pracował, tworzył w Warszawie. Zawodowo związany z fotografią od 1898 roku – wówczas podjął pracę przy produkcji papierów kolodionowych (w czasie późniejszym pracę laboranta i pomocnika w atelier) w Wytwórni Materiałów Fotochemicznych Leonarda Kowalskiego przy ulicy Mazowieckiej w Warszawie. Od 1903 roku prowadził własne zakłady fotograficzne w Warszawie – przy ulicy Elektoralnej i (w czasie późniejszym) przy ulicy Świętokrzyskiej. Oprócz fotografii portretowej w zakładzie fotograficznym – zajmował się fotografią architektury, fotografią dokumentalną, fotografią krajobrazową.
Miejsce szczególne w twórczości Stanisława Brzozowskiego zajmowała fotografia teatralna (dokumentacja fotograficzna z warszawskich scen teatralnych, portrety aktorów, zdjęcia zrobione za kulisami). Jako fotograf współpracował ze wszystkimi warszawskimi teatrami (Teatr Ateneum, Teatr Letni, Teatr Mały, Teatr Morskie Oko, Teatr Opera, Teatrzyk Qui pro Quo, Teatr Polski). Współpracował z wieloma warszawskimi i ogólnopolskimi czasopismami – wiele jego fotografii publikował Przekrój oraz Kurier Codzienny. W 1922 roku Stanisław Brzozowski (wspólnie z Karolem Buchcarem, Janem Malarskim, Bronisławem Mieszkowskim, Karolem Pęcherskim, Janem Piszczatowskim, Janem Raczyńskim) był współzałożycielem Cechu Fotografów Chrześcijan w Warszawie.
Stanisław Brzozowski uczestniczył w wielu wystawach fotograficznych; krajowych i międzynarodowych – na których otrzymał wiele akceptacji, nagród i wyróżnień (m.in. wyróżniono jego fotografie podczas ekspozycji II Wystawy Fotografii Artystycznej w Warszawie, w 1917 roku).
Po 1945 roku Stanisław Brzozowski osiedlił się w Łodzi, gdzie otworzył kolejny własny zakład fotograficzny przy ulicy Piotrkowskiej. W Łodzi podjął współpracę z Teatrem Powszechnym oraz Teatrem Wojska Polskiego. Wspólnie z Janem Malarskim tworzył spółkę fotograficzna, która wykonała m.in. portrety Bolesława Bieruta siedzącego przy biurku w Belwederze oraz fotografie prezydenta w parku – w Natolinie.
W 1939 roku na skutek działań wojennych zostało zniszczone archiwum fotograficzne Stanisława Brzozowskiego – bezpowrotnie utracono kilkanaście tysięcy negatywów. Pozostała część jego dorobku fotograficznego znajduje się w zbiorach Muzeum Teatralnego w Warszawie oraz w zbiorach Narodowego Archiwum Cyfrowego w Warszawie.
19 stycznia 1955 r. na wniosek Ministra Kultury i Sztuki został odznaczony Medalem 10-lecia Polski Ludowej.
Zmarł w Łodzi, pochowany na cmentarzu Powązkowskim w Warszawie (kwatera 299a-1-4,5).